# Vernon Carey Jr.
Vernon Carey Jr. (Miami, 25 de fevereiro de 2001) é um jogador norte-americano de basquete profissional que atualmente joga no Washington Wizards da National Basketball Association (NBA).
Ele jogou basquete universitário pelo Duke Blue Devils e foi selecionado pelo Charlotte Hornets como a 32ª escolha geral no draft da NBA de 2020.

## Carreira no ensino médio
Carey estudou por quatro anos na University School of Nova Southeastern University em Fort Lauderdale, Flórida. Durante sua temporada de calouro, ele teve médias de 18,0 pontos, 7,0 rebotes e 2,0 bloqueios enquanto liderava a equipe para um recorde geral de 15-9.
Em seu segundo ano, Carey teve médias de 22,0 pontos e 8,0 rebotes, enquanto liderava seu time para um recorde de 20-7 e ao título estadual do distrito da Flórida. Após seu segundo ano, ele foi nomeado para as equipes distritais pelo Miami Herald e Sun Sentinel.
Em seu terceiro ano, Carey teve médias de 26,0 pontos e 10,1 rebotes, enquanto liderava a equipe a um recorde geral de 36–2 e para os títulos do campeonato estadual 5A da Flórida, City of Palms Invitational e John Wall Invitational de 2017. Carey levou sua equipe à final do Torneio Nacional do Ensino Médio, perdendo na final para a Montverde Academy e sua estrela, RJ Barrett.
Carey teve médias de 17,4 pontos e 5,3 rebotes no Nike Elite Youth Basketball League (EYBL), jogando pela Nike Team Florida.
Carey terminou sua última temporada com médias de 21,7 pontos, 9,0 rebotes e 1,1 bloqueios.

### Recrutamento
Em 6 de dezembro de 2018, Carey anunciou no Sportscenter que estava comprometido em estudar em Duke. Ele fez o anúncio no aniversário de um ano da morte de seu avô.
No final de sua última temporada no ensino médio, Carey foi classificado como o 6º melhor jogador do país, classificado como um recruta de cinco estrelas por todos os principais serviços de recrutamento e selecionado para jogar no McDonald's All-American Boys Game e no Jordan Brand Classic.
| Nome | Cidade Natal                           | Escola                     | Altura              | Peso            | Data                  |
| --- | -------------------------------------- | -------------------------- | ------------------- | --------------- | --------------------- |
| Vernon Carey Jr.C | Fort Lauderdale, FL                    | NSU University School (FL) | 6 ft 10 in (2.08 m) | 275 lb (125 kg) | 6 de dezembro de 2018 |
| Vernon Carey Jr.C | Recrutamento: Rivals: 247Sports: ESPN: |                            |                     |                 |                       |
| Rankings: Rivals: 5º \| 247Sports: 6º \| ESPN: 6º |                                        |                            |                     |                 |                       |
| - Nota: Em muitos casos, Scout, Rivals, 247Sports e ESPN podem entrar em conflito em suas listas de altura e peso, nestes casos, a média foi obtida. - Fonte: |                                        |                            |                     |                 |                       |

## Carreira universitária

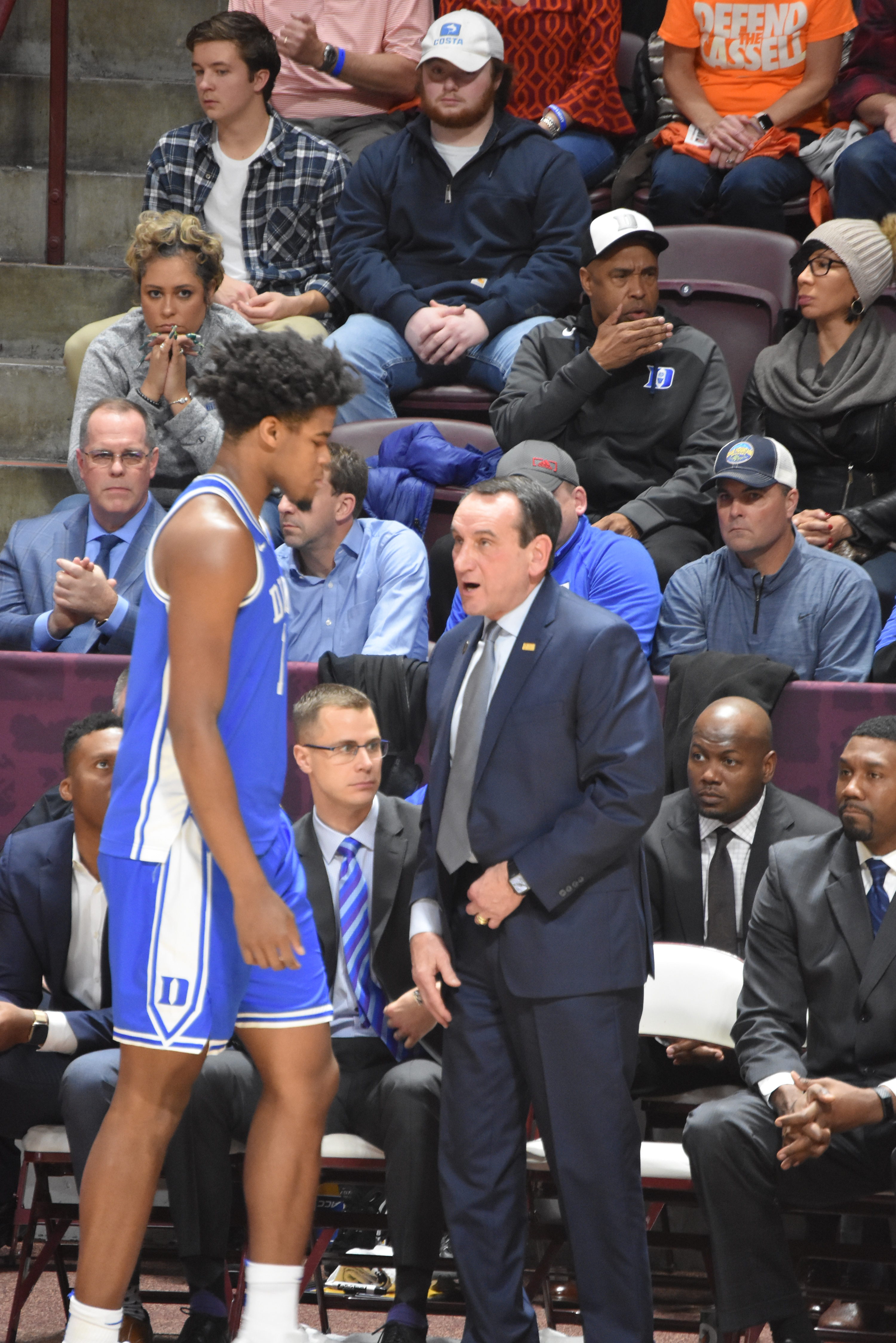
Mike Krzyzewski, treinador de Carey, em dezembro de 2019

Em 12 de novembro, Carey registrou seu primeiro duplo-duplo da temporada com 17 pontos e 10 rebotes na vitória por 105-54 contra Central Arkansas. Em 15 de novembro, ele registrou 20 pontos e 10 rebotes na vitória por 74-63 sobre Geórgia State. Em 21 de novembro, Carey teve 31 pontos e 12 rebotes na vitória por 87-52 sobre Califórnia. Na noite seguinte, ele registrou 20 pontos e 10 rebotes em uma vitória por 81-73 sobre Georgetown e foi nomeado MVP do 2K Sports Classic. Carey foi nomeado o Jogador e o Calouro da Semana na Atlantic Coast Conference (ACC).
Em 3 de dezembro, Carey registrou 26 pontos, 11 rebotes e 3 bloqueios em uma vitória por 87-75 contra Michigan State no ACC-Big Ten Challenge. Em 19 de dezembro, ele teve outro duplo-duplo de 20 pontos e 10 rebotes na vitória por 86-57 sobre Wofford. Em 23 de dezembro, Carey foi nomeado o Calouro da Semana da ACC pela terceira vez consecutiva. Em 4 de janeiro, ele registrou 24 pontos e 9 rebotes na vitória por 95-62 contra Miami. Em 28 de janeiro, Carey teve 26 pontos e 13 rebotes na vitória por 79-67 sobre Pittsburgh. Em 1º de fevereiro, ele registrou 26 pontos e 17 rebotes na vitória por 97-88 contra Syracuse.
No final da temporada regular, Carey foi nomeado o Calouro do Ano da ACC e foi selecionado para a Primeira-Equipe da ACC. Ele teve médias de 17,8 pontos, 8,8 rebotes e 1,6 bloqueios e ganhou o prêmio de Calouro Nacional do Ano da Associação de Escritores de Basquete dos EUA e da Associação Nacional de Treinadores de Basquete. Após a temporada, ele se declarou para o draft da NBA de 2020.

## Carreira profissional
Carey foi selecionado pelo Charlotte Hornets como a 32ª escolha do Draft da NBA de 2020. Em 30 de novembro de 2020, ele assinou um contrato de 3 anos e US$6.5 milhões com os Hornets. Ele foi designado para o afiliado da equipe na G-League, o Greensboro Swarm, fazendo sua estreia em 11 de fevereiro de 2021.
Em 10 de fevereiro de 2022, Carey foi negociado, junto com Ish Smith, com o Washington Wizards em troca de Montrezl Harrell. Carey jogou em 3 jogos pelos Wizards durante a temporada de 2021-22.

## Vida pessoal
Carey é filho de Latavia e Vernon Carey, que jogou no Miami Dolphins da NFL de 2004 a 2011.

## Estatísticas da carreira

### NBA

#### Temporada regular
| Ano      | Equipe     | PJ | PT | MPJ | AP   | 3P   | LL   | RT  | AS | BR | TO | PPJ |
| -------- | ---------- | -- | -- | --- | ---- | ---- | ---- | --- | -- | -- | -- | --- |
| 2020–21  | Charlotte  | 19 | 4  | 6.1 | .500 | .143 | .818 | 1.4 | .1 | .1 | .3 | 2.4 |
| 2021–22  | Charlotte  | 4  | 1  | 4.3 | .500 | –    | .667 | 1.3 | .0 | .3 | .0 | 2.0 |
| 2021–22  | Washington | 3  | 0  | 9.0 | .571 | –    | .400 | 2.3 | .0 | .3 | .3 | 4.0 |
| Carreira | Carreira   | 26 | 5  | 6.4 | .523 | .143 | .628 | 1.6 | .0 | .2 | .1 | 2.8 |

### Universitário
| Ano     | Equipe | PJ | PT | MPJ  | AP   | 3P   | LL   | RT  | AS  | BR | TO  | PPJ  |
| ------- | ------ | -- | -- | ---- | ---- | ---- | ---- | --- | --- | -- | --- | ---- |
| 2019–20 | Duke   | 31 | 30 | 24.9 | .577 | .381 | .670 | 8.8 | 1.0 | .7 | 1.6 | 17.8 |

Fonte: